# Sakaida Kakiemon XIV
Sakaida Kakiemon XIV (14代目 酒井田 柿右衛門, Jūyon-daime Sakida Kakiemon, 26 août 1934 – 15 juin 2013) est un potier, céramiste et ancien Trésor national vivant du Japon. Il fait partie de la 14e génération de la famille Kakiemon qui perpétue la tradition de céramique émaillée Kakiemon. En 2010, Kakiemon intervient comme expert pour l'émission Une histoire du monde en cent objets, projet conjoint de BBC Radio 4 et du British Museum.
Kakiemon meurt le 15 juin 2013 à l'âge de 78 ans.

## Source de la traduction
- (en) Cet article est partiellement ou en totalité issu de l’article de Wikipédia en anglais intitulé « Sakaida Kakiemon XIV » (voir la liste des auteurs).